# Cyndy Violette
Cyndy Violette (Queens, 19 agosto 1959) è una giocatrice di poker statunitense.

## Biografia
Trasferitasi a Las Vegas a 12 anni, la Violette ha iniziato a giocare a poker al casinò una volta raggiunti i 21 anni. Ha lavorato brevemente come dealer di blackjack e di poker.
La Violette ha una figlia di nome Shannon, ed è divorziata dal marito dal 1993.

## Carriera
Alle WSOP 2004 ha vinto un braccialetto nel Seven Card Stud high-low split. Fu una delle tre donne (Kathy Liebert e Annie Duke le altre) a vincere un braccialetto alle WSOP 2004
.
Violette è un membro del team di Full Tilt Poker. Al settembre 2011 le sue vincite nei tornei live superano i $1.200.000; oltre $880.000 di esse sono frutto di piazzamenti alle WSOP.

### Braccialetti delle WSOP
| Anno | Torneo                             | Premio   |
| ---- | ---------------------------------- | -------- |
| 2004 | $2.000 Seven Card Stud Hi-Lo Split | $135.900 |